# 2139 Makharadze
2139 Makharadze eller 1970 MC är en asteroid i huvudbältet som upptäcktes den 30 juni 1970 av den ryska astronomen Tamara Smirnova vid Krims astrofysiska observatorium på Krim. Den har fått sitt namn efter staden Makharadze.
Asteroiden har en diameter på ungefär 17 kilometer och den tillhör asteroidgruppen Nysa.